# Peter Polta
Peter Polta (geboren 1967 in Mutlangen) ist ein deutscher parteiloser Kommunalpolitiker. Seit dem 1. Dezember 2019 ist er Landrat des Landkreises Heidenheim.

## Leben
Polta schloss eine Ausbildung im gehobenen Verwaltungsdienst als Diplom-Verwaltungswirt (FH) ab. Anschließend studierte er Rechtswissenschaft an der Eberhard Karls Universität Tübingen und absolvierte beide juristische Staatsexamina.
Nach Abschluss des Studiums war Polta kurzzeitig als Rechtsanwalt tätig. 2000 trat er in den Landesdienst des Landes Baden-Württemberg ein. In den folgenden Jahren war er für das Landesamt für Flurneuordnung und Landesentwicklung, das Regierungspräsidium Stuttgart, das Ministerium für Umwelt und Verkehr und das Innenministerium tätig. 2012 wechselte er in das Landratsamt Heidenheim und wurde Erster Landesbeamter im Landkreis Heidenheim. Er fungierte dabei als Dezernent der Stabsbereiche Verwaltung und Migration. Polta bewarb sich 2019 als einziger Kandidat um die Nachfolge des verstorbenen Landrats Thomas Reinhardt. Am 6. November 2019 wurde er vom Kreistag des Landkreises Heidenheim einstimmig zum neuen Landrat gewählt. Polta trat sein Amt zum 1. Dezember 2019 an.
Polta ist verheiratet und hat ein Kind.